# Échecs infinis

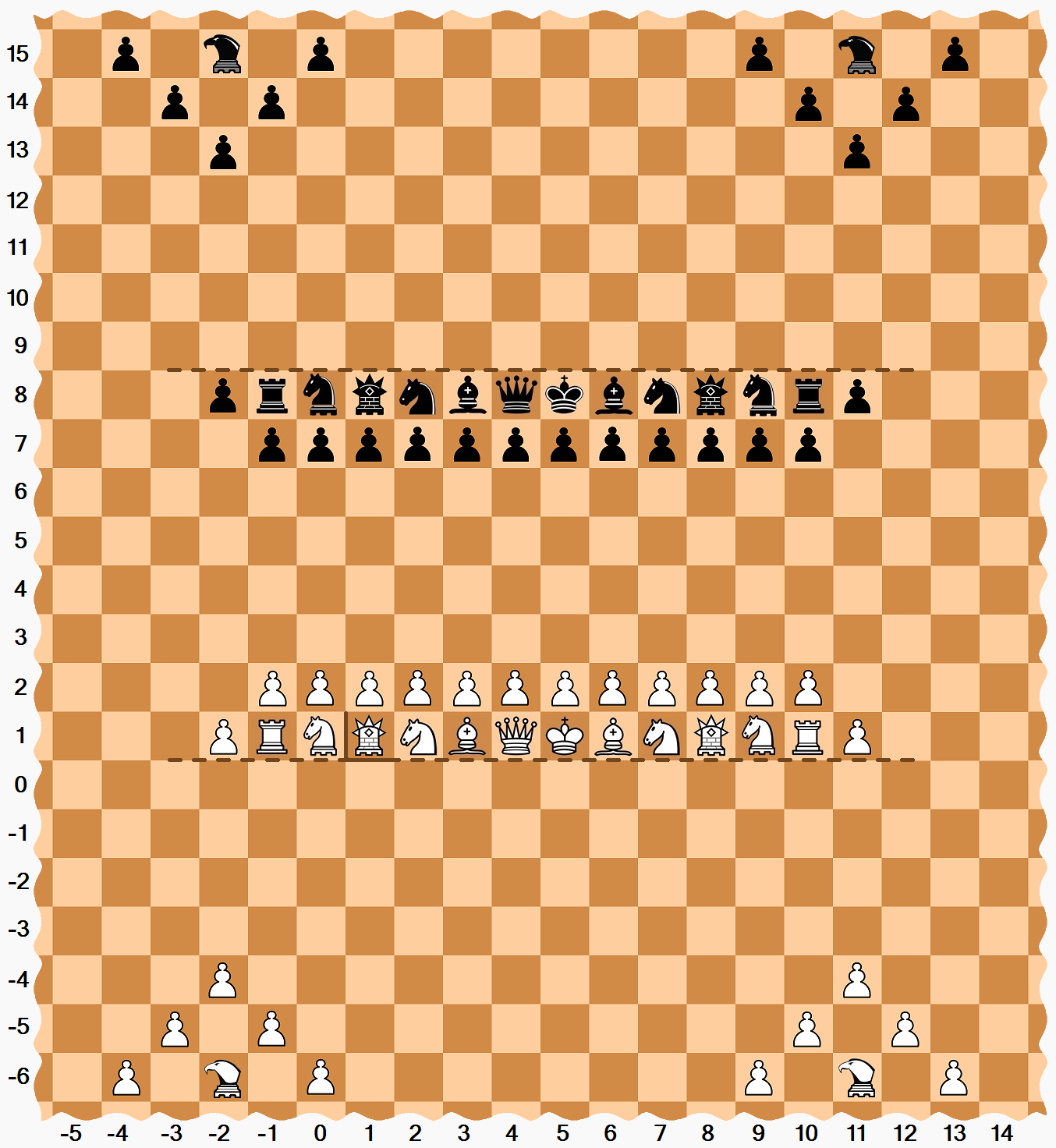
Échiquier infini ; les deux lignes pointillées indiquent la hauteur traditionnelle d'un échiquier.

Les échecs infinis sont une variante du jeu d'échecs où l'échiquier ne se limite pas aux traditionnelles 64 cases mais s'étend à l'infini.